# Giải vô địch bóng đá nữ U-17 châu Âu 2017
Giải vô địch bóng đá nữ U-17 châu Âu 2017 là Giải vô địch bóng đá nữ U-17 châu Âu thứ 10, diễn ra tại Cộng hòa Séc từ 2 tới 14 tháng 5 năm 2017.

## Vòng loại
Có tất cả 46 đội tuyển thành viên của UEFA tham dự giải, trong đó Malta lần đầu tiên góp mặt. Chủ nhà Cộng hòa Séc được đặc cách vào thẳng vòng chung kết, trong khi 45 đội còn lại tham gia các trận đấu vòng loại. Vòng loại gồm hai giai đoạn diễn ra từ cuối năm 2016 tới đầu năm 2017.

### Các đội tham dự
Dưới đây là các đội tham dự vòng chung kết:
- Cộng hòa Séc (chủ nhà)
- Đức
- Hà Lan
- Cộng hòa Ireland
- Pháp
- Na Uy
- Anh
- Tây Ban Nha

## Vòng bảng
Giờ thi đấu là giờ địa phương (CEST/UTC+2).

### Bảng A
| VT | Đội              | ST | T | H | B | BT | BB | HS | Đ | Giành quyền tham dự     |
| -- | ---------------- | -- | - | - | - | -- | -- | -- | - | ----------------------- |
| 1  | Đức              | 3  | 3 | 0 | 0 | 11 | 3  | +8 | 9 | Vòng đấu loại trực tiếp |
| 2  | Tây Ban Nha      | 3  | 1 | 1 | 1 | 7  | 6  | +1 | 4 | Vòng đấu loại trực tiếp |
| 3  | Pháp             | 3  | 1 | 1 | 1 | 4  | 4  | 0  | 4 |                         |
| 4  | Cộng hòa Séc (H) | 3  | 0 | 0 | 3 | 3  | 12 | −9 | 0 |                         |

| Cộng hòa Séc | 1–2      | Pháp            |
| ------------ | -------- | --------------- |
| Šlajsová 53' | Chi tiết | Malard 25', 50' |

| Tây Ban Nha    | 1–4      | Đức                                                  |
| -------------- | -------- | ---------------------------------------------------- |
| E. Navarro 62' | Chi tiết | Oberdorf 27' · Kössler 48' · Rackow 78' · Nüsken 79' |

| Cộng hòa Séc         | 1–5      | Tây Ban Nha                                                        |
| -------------------- | -------- | ------------------------------------------------------------------ |
| Siváková 79' (ph.đ.) | Chi tiết | Pina 8' · Andújar 41' · L. Navarro 46' · Pujadas 64' · Márquez 69' |

| Đức              | 2–1      | Pháp       |
| ---------------- | -------- | ---------- |
| Kössler 20', 43' | Chi tiết | Lakrar 77' |

| Đức                                                         | 5–1      | Cộng hòa Séc        |
| ----------------------------------------------------------- | -------- | ------------------- |
| Anyomi 41', 53' · Wieder 59' · Schneider 74' · Rackow 80+4' | Chi tiết | Khýrová 39' (ph.đ.) |

| Pháp      | 1–1      | Tây Ban Nha |
| --------- | -------- | ----------- |
| Martin 5' | Chi tiết | Andújar 62' |

### Bảng B
| VT | Đội              | ST | T | H | B | BT | BB | HS | Đ | Giành quyền tham dự     |
| -- | ---------------- | -- | - | - | - | -- | -- | -- | - | ----------------------- |
| 1  | Hà Lan           | 3  | 2 | 1 | 0 | 5  | 2  | +3 | 7 | Vòng đấu loại trực tiếp |
| 2  | Na Uy            | 3  | 2 | 0 | 1 | 4  | 3  | +1 | 6 | Vòng đấu loại trực tiếp |
| 3  | Anh              | 3  | 1 | 0 | 2 | 6  | 4  | +2 | 3 |                         |
| 4  | Cộng hòa Ireland | 3  | 0 | 1 | 2 | 0  | 6  | −6 | 1 |                         |

| Cộng hòa Ireland | 0–5      | Anh                                                                |
| ---------------- | -------- | ------------------------------------------------------------------ |
|                  | Chi tiết | Pattinson 3' · O'Donnell 36' · Ngunga 38' · Hemp 41' · Douglas 64' |

| Na Uy       | 1–3      | Hà Lan                                  |
| ----------- | -------- | --------------------------------------- |
| Tvedten 23' | Chi tiết | Wilms 12' · Casparij 20' · Ter Beek 37' |

| Cộng hòa Ireland | 0–1      | Na Uy      |
| ---------------- | -------- | ---------- |
|                  | Chi tiết | Nygård 77' |

| Hà Lan                      | 2–1      | Anh        |
| --------------------------- | -------- | ---------- |
| Baijings 40' · Leuchter 77' | Chi tiết | Palmer 38' |

| Hà Lan | 0–0      | Cộng hòa Ireland |
| ------ | -------- | ---------------- |
|        | Chi tiết |                  |

| Anh | 0–2      | Na Uy                |
| --- | -------- | -------------------- |
|     | Chi tiết | Olsen 8' · Sunde 33' |

## Vòng đấu loại trực tiếp
Trong vòng đấu loại trực tiếp, loạt sút luân lưu được sử dụng để giải quyết thắng thua (không đá hiệp phụ).
Giải đấu này cũng là dịp để IFAB thử nghiệm việc giảm lợi thế của đội sút luân lưu trước, theo đó các đội sẽ thực hiện các loạt sút luân lưu theo một thứ tự mới (còn được gọi là "ABBA") giống với loạt tiebreak trong môn quần vợt.
Giả sử đội A sút trước, đội B sút thứ hai
Thứ tự sút hiện nay
AB AB AB AB AB (sudden death bắt đầu) AB AB v.v.
Thứ tự sút thử nghiệm
AB BA AB BA AB (sudden death bắt đầu) BA AB v.v.
Trận Đức và Na Uy ở bán kết là lần đầu tiên phương thức này được áp dụng.
|  | Bán kết                | Bán kết     |                    |       | Chung kết | Chung kết |
|  |                        |             |                    |       |           |           |
|  | 11 tháng 5 – Příbram   |             |                    |       |           |           |
|  |                        |             |                    |       |           |           |
|  | Đức (p)                | 1 (3)       |                    |       |           |           |
|  | Đức (p)                | 1 (3)       | 14 tháng 5 – Plzeň |       |           |           |
|  | Na Uy                  | 1 (2)       |                    |       |           |           |
|  | Na Uy                  | 1 (2)       | Đức (p)            | 0 (3) |           |           |
|  | 11 tháng 5 – Domažlice |             | Đức (p)            | 0 (3) |           |           |
|  |                        | Tây Ban Nha | 0 (1)              |       |           |           |
|  | Hà Lan                 | Tây Ban Nha | 0 (1)              | 0     |           |           |
|  | Hà Lan                 |             |                    | 0     |           |           |
|  | Tây Ban Nha            | 2           |                    |       |           |           |
|  | Tây Ban Nha            | 2           |                    |       |           |           |

### Bán kết
| Hà Lan | 0–2      | Tây Ban Nha                    |
| ------ | -------- | ------------------------------ |
|        | Chi tiết | Bautista 5' (ph.đ.) · Pina 34' |

| Đức                                                    | 1–1      | Na Uy                                                     |
| ------------------------------------------------------ | -------- | --------------------------------------------------------- |
| Lohmann 44'                                            | Chi tiết | Tvedten 7'                                                |
| Loạt sút luân lưu                                      |          |                                                           |
| Wieder · Rackow · Lohmann · Kössler · Nüsken · Brunner | 3–2      | Bjelde · Sunde · Tvedten · Birkeli · Bjørneboe · Haugland |

### Chung kết
| Đức                                     | 0–0      | Tây Ban Nha                            |
| --------------------------------------- | -------- | -------------------------------------- |
|                                         | Chi tiết |                                        |
| Loạt sút luân lưu                       |          |                                        |
| Oberdorf · Bahnemann · Wieder · Kössler | 3–1      | Bautista · Aleixandri · Torrodá · Pina |

## Cầu thủ ghi bàn
3 bàn
- Melissa Kössler

2 bàn
- Nicole Anyomi
- Gianna Rackow
- Olaug Tvedten
- Melvine Malard
- Candela Andújar
- Clàudia Pina

1 bàn
- Nicole Douglas
- Lauren Hemp
- Jessica Ngunga
- Bethany May O'Donnell
- Aimee Palmer
- Poppy Pattinson
- Sydney Lohmann
- Sjoeke Nüsken
- Lena Oberdorf
- Lea Schneider
- Verena Wieder
- Jill Baijings
- Kerstin Casparij
- Romée Leuchter
- Williënne ter Beek
- Lynn Wilms
- Rikke Bogetveit Nygård
- Jenny Kristine Røsholm Olsen
- Malin Sunde
- Maëlle Lakrar
- Laurène Martin
- Michaela Khýrová
- Kristýna Siváková
- Gabriela Šlajsová
- Carla Bautista
- Rosa Márquez
- Eva María Navarro
- Lorena Navarro
- Berta Pujadas